# Gare d'Haubourdin
Ne doit pas être confondu avec Gare d'Haubourdin-Halte.
La gare d'Haubourdin est une gare ferroviaire française de la ligne de Fives à Abbeville, située sur le territoire de la commune d'Haubourdin dans le département du Nord, en région Hauts-de-France.
C'est une gare de la Société nationale des chemins de fer français (SNCF), desservie par des trains TER Hauts-de-France.

## Situation ferroviaire
Établie à 27 mètres d'altitude, la gare de bifurcation d'Haubourdin est située au point kilométrique (PK) 10,570 de la ligne de Fives à Abbeville, entre les gares de Loos-lez-Lille et de Santes. Elle est l'origine de la ligne d'Haubourdin à Saint-André réservée au trafic fret. Le raccordement de Santes relie ces deux lignes à l'ouest de la gare.

## Histoire
Le petit bâtiment voyageurs d'origine, détruit lors de la Première Guerre mondiale, a été remplacé par un grand bâtiment, type Reconstruction, de la Compagnie des chemins de fer du Nord.
La gare a remporté le 3e Prix spécial des Gares du Conseil national de villes et villages fleuris (CNVVF) en 2004, derrière celle de Lyon-Perrache et de l'ensemble parisien gare de Lyon – gare de Bercy.

## Service des voyageurs

### Accueil
Gare SNCF, elle dispose d'un bâtiment voyageurs, avec guichet, ouvert du lundi au samedi et fermé les dimanches et jours fériés. Elle est équipée d'automates pour l'achat de titres de transport.
La traversée des voies et le passage d'un quai à l'autre se fait par un passage planchéié situé en face du bâtiment voyageurs.
Des casiers de livraison Amazon (appelés "Carcajou") sont disponibles 24h/24 et 7j/7 sur le quai direction Lille Flandres

### Desserte
Haubourdin est desservie par des trains TER Hauts-de-France qui effectuent des missions entre les gares de Lille-Flandres et de Don - Sainghin, Béthune ou Lens.

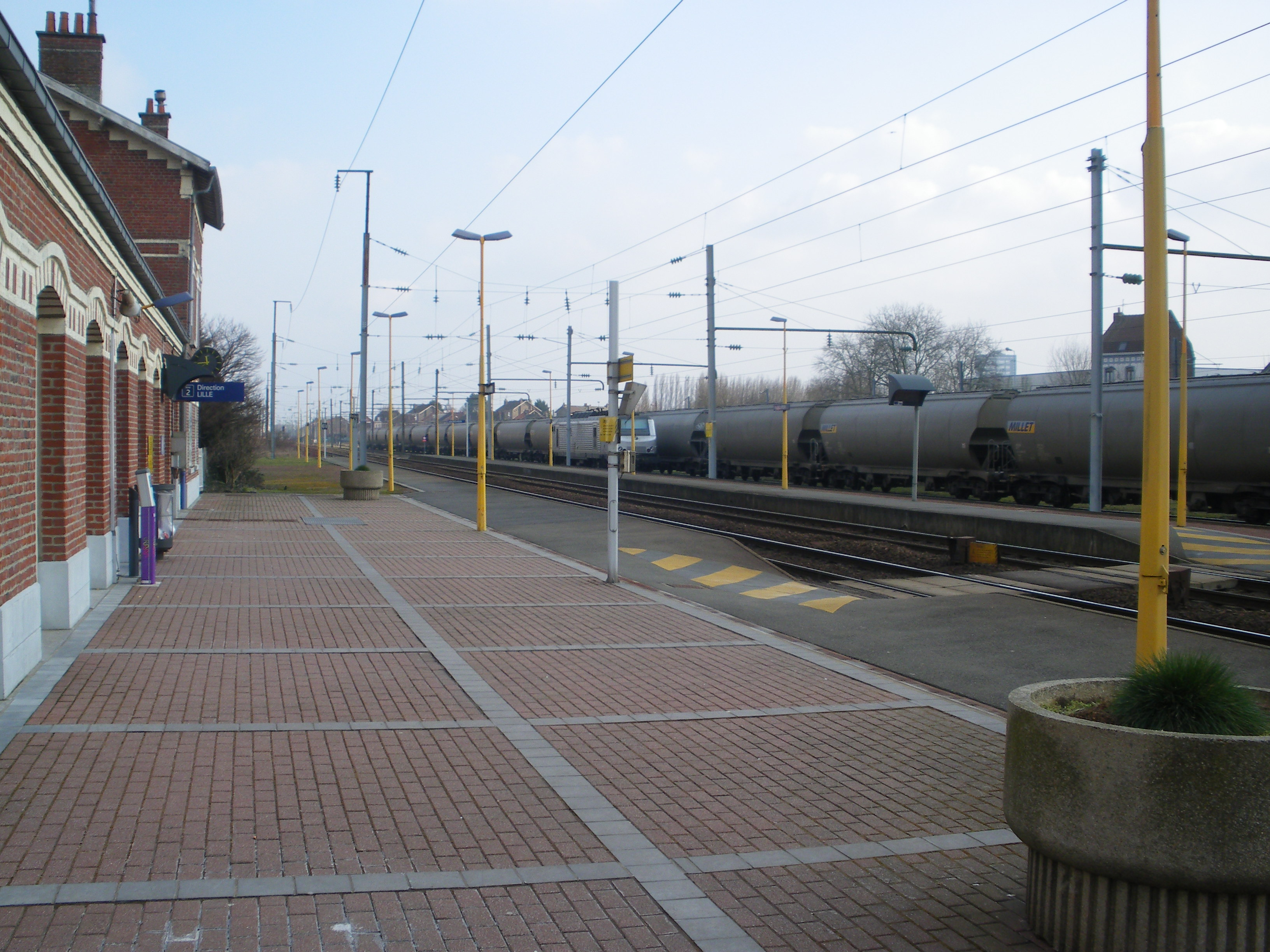
Intérieur de la gare.

### Intermodalité

#### Abris à vélo
Un parc à vélos et un parking sont aménagés à ses abords.

#### Bus
La gare est desservie par la ligne 58 du réseau Ilévia.

## Service des marchandises
Haubourdin est ouverte au trafic des marchandises par trains massifs.